# NeL
NeL je multiplatformní knihovna vyvinutá francouzskou firmou Nevrax pro jejich MMORPG hru Ryzom. Knihovna má objektový návrh a je napsaná v programovacím jazyku C++. Autoři uvolnili zdrojový kód knihovny spolu se sadou nástrojů a demonstrační 3D multiuživatelskou hrou Snowballs pod svobodnou licencí GPL. Na rozdíl od hry a vlastní knihovny jsou nástroje závislé na proprietární knihovně MFC a nejsou tak použitelné na jiném operačním systému než Windows.

## Historie vývoje
Hlavní část vývoje knihovny do svého bankrotu v roce 2006 odvedla firma Nevrax. Poté se hru Ryzom spolu s knihovnou pokusila odkoupit FSF, která nabídla 60 000 dolarů a dalších přibližně 200 000 € činily přislíbené příspěvky komunity. Likvidátor nakonec prodal hru a knihovnu německé firmě GameForge, která ji udržoval do bankrotu své dceřiné společnosti Gameforge France v roce 2007. Poté převzala vývoj komunita pod hlavickou OpenNeL. V roce 2008 odkoupila zdrojové kódy firma SpiderWeb, která otevřela nový vývojářský web.

## Použití ve hrách

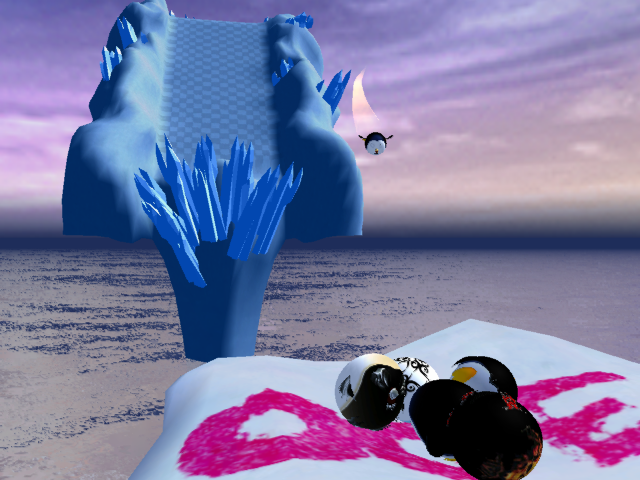
hra Mtp Target

Na knihovně je postavena MMORPG hra Ryzom a její rozšíření Ryzom Ring, což je WYSIWYG editor obsahu hry. Jeden z původních vývojářů knihovny ji použil v multiuživatelské hře Mtp Target, jejíž zdrojové kódy uvolnil v roce 2008 pod licencí GPL. Za zmínku stojí ještě čínská hra War Of Honor.

## Hlavní součásti
- NeL Misc - základní typy a funkce používané ostatními součástmi
- NeL 3D - podpora pro 3D grafiku s ovladači pro OpenGL a DirectX
- NeL Sound - prostorový zvuk s ovladači pro OpenAL, XAudio 2, DirectSound, FMOD 3
- NeL Net - komunikace mezi klientem a serverem a uvnitř herního serveru, který je tvořen více počítači
- NeL Ligo
- NeL Georges - práce s XML
- NeL PACS